# Iniciativa de investigación sobre el autismo de la Fundación Simons
La Iniciativa de investigación sobre el autismo de la Fundación Simons (en inglés, Simons Foundation Autism Research Initiative, o SFARI como abreviatura), es un programa de investigación establecido en 2005 por la Fundación Simons, que se centra en el estudio de todos los aspectos de la investigación relacionada con el autismo. La organización ha financiado más de $200 millones de dólares estadounidenses en investigación de autismo a 150 investigadores diferentes desde 2007.
Su director es Louis Reichardt. Marilyn Simons, presidenta de la Fundación Simons, está en la junta directiva, al igual que David Eisenbud y Jim Simons.

## Premios
Los premios que otorgan incluyen:
- Pilot Awards: para propuestas innovadoras de alto impacto para experimentos aún en las etapas preliminares.
- Research Awards: para investigación sobre un tema que ya se ha investigado al menos preliminarmente.
- Explorer Awards: que proporciona subvenciones para experimentos centrados por única vez.[5]

## Investigación
Un tipo específico de investigación en la que se especializan es en modelos de ratones con autismo, que están tratando de hacer más hábiles en cooperación con el Laboratorio Jackson.
SFARI Gene es un modelo integrador con un portal web disponible públicamente para la recopilación, curación y visualización continuas de genes vinculados a trastornos del autismo. El contenido se origina completamente de la literatura científica publicada. SFARI Gene también proporciona una colección completa de modelos animales relacionados con el autismo. La Colección Simons Simplex es una muestra recopilada por SFARI de más de 2000 familias para identificar variantes genéticas de novo que contribuyen al riesgo general de autismo.
En 2016, SFARI lanzó Simons Foundation Powering Autism Research for Knowledge (SPARK), una iniciativa de investigación en línea diseñada para convertirse en el estudio de autismo más grande jamás realizado en los Estados Unidos. Para los investigadores, SPARK proporciona una cohorte amplia y bien caracterizada de datos genéticos, médicos y de comportamiento, y dará como resultado un ahorro de costos para los investigadores al reducir los costos iniciales para estudios individuales.